# Rapavel
Rapavel is een plaats in de gemeente Višnjan in de Kroatische provincie Istrië. De plaats telt 114 inwoners (2001).